# Parc national de Kafta Sheraro
Le parc national de Kafta Sheraro est un parc national situé à l'ouest de  la région du Tigré, dans les woredas de Kafta Humera et Tahtay Adiyabo, créé en 1999.  
Le parc est bordé au nord par la région érythréenne de Gash-Setit et il est traversé par la rivière Tekezé.  

## Biodiversité
Les communautés végétales du parc incluent les Acacia - Commiphora, les Combretum - Terminalia, des forêts montagnardes composées d'espèces à feuilles persistantes et des espèces de type ripariennes. 
Il a été recensé dans le parc 42 espèces de mammifères, 167 espèces d'oiseaux et 9 espèces de reptiles.
Le parc est un refuge pour une population transfrontalière d'éléphant de savane d'Afrique comptant environ une centaine d'individus, ce qui en fait la plus grande population d'Afrique de l'est. 
Kafta-Sheraro est aussi un important site d'hivernage pour les grues demoiselles.
D'autres espèces notables sont également présentes dans le parc, notamment le lion, le léopard, le caracal, l'oryctérope du Cap, le grand koudou, l'antilope rouanne, la gazelle à front roux  et l'autruche d'Afrique.